# Lady Chatterley szeretője (regény)
A Lady Chatterley’s Lover című regényt D. H. Lawrence írta 1928-ban, ugyanebben az évben egy firenzei magánnyomdában jelent meg. Az Egyesült Királyságban 1960-ig nem jelent meg nyomtatásban, ekkor viszont a megjelenés napján elfogyott mind a 200 000 példány.
Magyarul először a Nova Irodalmi Intézetnél jelent meg a mű, Dr. Braun Soma fordításában, 1933-ban, Lady Chatterley és a kedvese címmel, majd a  Magvető Könyvkiadónál , Falvay Mihály fordításában, 1983-ban. Harmadik fordítását Simonyi Ágnes végezte, 2008-ban és az Ulpius-ház adta ki.
Lawrence először a Tenderness címet akarta adni a könyvnek, és az eredeti kéziraton jelentős változtatásokat hajtott végre, hogy megfeleljen az olvasók igényeinek. Három különböző változatát adták ki.[forrás?]
A könyv kiadása botrányt kavart a szexuális tartalmú jelenetek kendőzetlen ábrázolása miatt, és a vulgárisnak és tabunak tekintett fuck és hasonló szavak nyomtatott formában való megjelenése miatt, de főleg azért, mert a két szerető közül a férfi munkásosztálybeli volt, a nő pedig arisztokrata. 1960-ban Londonban pert indítottak a regény kiadója ellen pornográfia címén az előző évben életbe léptetett pornográfiaellenes törvény (Obscene Publications Act) alapján. Az esküdtszék a kiadót nem találta bűnösnek.

## Magyar nyelvű kiadások
- Lady Chatterley és a kedvese; fordította: Braun Soma; Nova, Budapest, 1933
- Lady Chatterley szeretője; fordította: Falvay Mihály; Magvető, Budapest, 1983 (Világkönyvtár)
- Lady Chatterley szeretője; fordította: Simonyi Ágnes; Ulpius-ház, Budapest, 2007

## Filmfeldolgozások
1955-ben filmesítették meg először Franciaországban. Marc Allégret rendező a női főszerepet Danielle Darrieux-re bízta. E változat magyar vonatkozású érdekessége, hogy zeneszerzője Kozma József (Joseph Kosma), díszlettervezője pedig Trauner Sándor (Alexandre Trauner) volt. 
1981-ben Just Jaeckin, az Emmanuelle (1973) című világsikerű erotikus botrányfilm rendezője forgatott filmet a regényből (Lady Chatterley szeretője). A főszerepeket Sylvia Kristel és Nicholas Clay játszották. A kritikusoknak nem tetszett különösebben az adaptáció, ám a közönség körében sikeres volt.
2006-ban Pascale Ferran angol–francia–belga koprodukcióban újabb, több mint két és félórás filmváltozatot készített a Lady Chatterley szeretője regényből. (A tévéváltozat 220 perces!) A Lady Chatterley-t 2007-ben kilenc kategóriában jelölték César-díjra, és ebből öt kategóriában (legjobb film, legjobb adaptált forgatókönyv, legjobb operatőr, legjobb jelmez, legjobb színésznő) győzedelmeskedett is. Ezzel Ferran alkotása Lawrence regényének szakmailag legelismertebb filmadaptációja lett. 
Az 1976-ban bemutatott A köz szemérme című film negyedik fejezetében a díjnyertes német színésznő, Ingrid Streissberg (Dagmar Lassander) nem hajlandó szodómiajelenetet forgatni a mű filmadaptációjában, amelyet a forrófejű Giuseppe Costanzo (Philippe Noiret) készít. A rengeteg pénzt befektető filmrendező mindent elkövet, hogy meggyőzze a sztárt, sőt, még egy „szakértői csoportot” is felbérelt – köztük egy magát progresszívnek nevező papot –, hogy bizonygassa a jelenet jelentős társadalmi és kulturális jelentőségét.